# Radio libertaire
Radio libertaire — независимая либертарная радиостанция Анархистской Федерации (FA), основанная в 1981 году. Радиостанция не получает никаких субсидий, за исключением фонда выравнивающих платежей FM-диапазона; она существует благодаря пожертвованиям, продаже т. н. «карточек слушателей» и волонтёрской деятельности слушателей.
Изначально Radio libertaire транслировала свои передачи в Париже и в его пригородах по радио. С 2004 года они транслируются по всему миру благодаря потоковой передаче в интернете, а также на сайте подкаста.

## История
После длительных дебатов решение о создании Radio libertaire было единогласно принято Конгрессом Анархистской федерации в мае 1981 года. Тогда у радиостанции ещё не было ни имени, ни кода, ни плана, ни ведущих и для её запуска требовался небольшой бюджет в размере 15 000 франков. Использование радио анархистами в качестве средства распространения своих идей было частью давней традиции, как в 1921 году, когда Кронштадтские повстанцы выпустили радиосообщения, или в 1936 году в Испании, с радио CNT-FAI. Но, прежде всего, в 1981 году запуск Radio libertaire расширил новые инициативы участия в анархистском движении независимых радиостанции во Франции в конце 1970-х годов, в частности с Radio-Trottoir (в Тулоне) и Radio-Alarme, чьи ведущие являются членами Анархистской федерации.

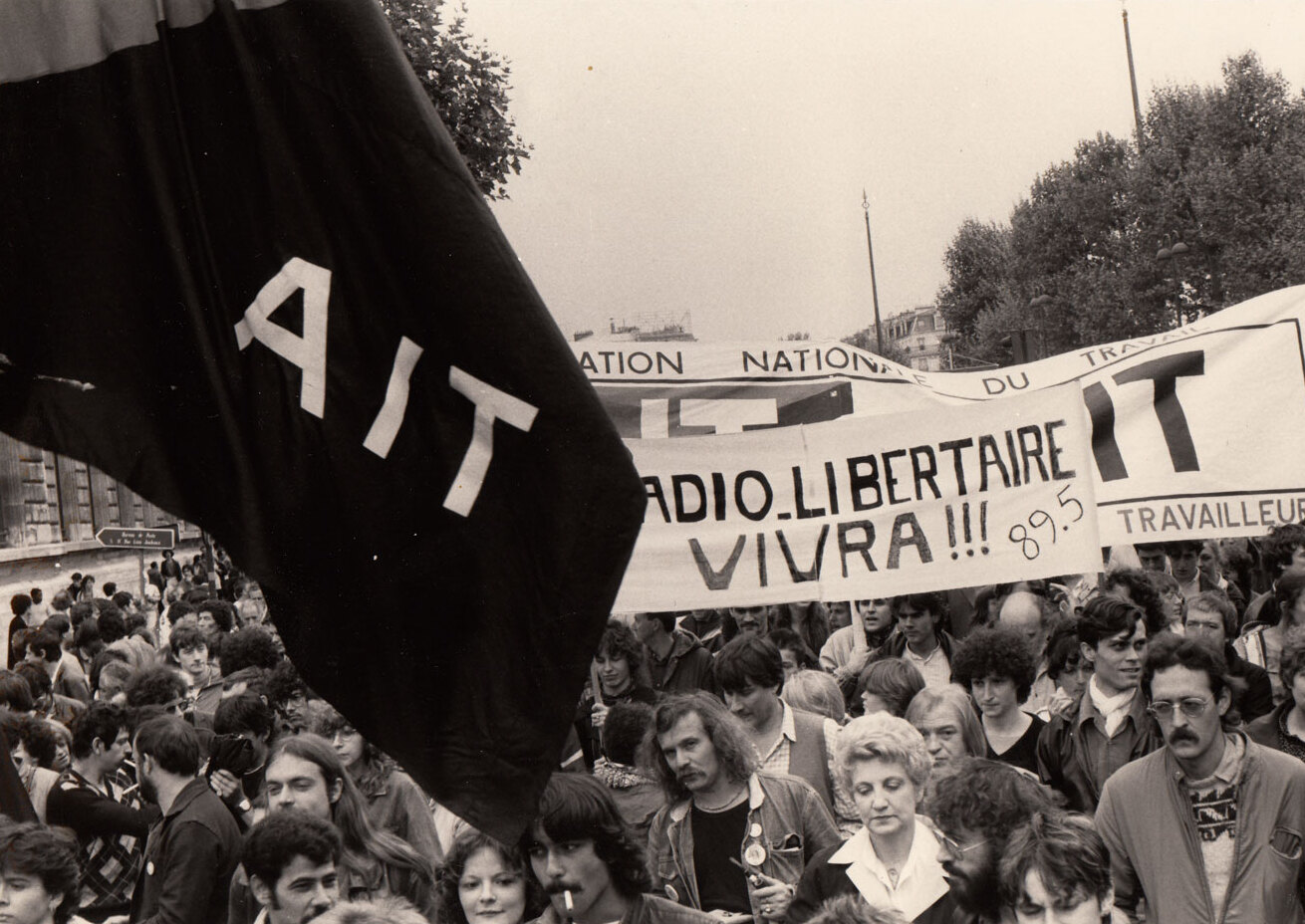
Демонстрация в поддержку Radio libertaire, 3 сентября 1983 года

Трансляции начинаются с 1 сентября 1981 года в 18:00, из подвала на Монмартре в неустойчивом положении: студия площадью 12 м², в захламлённой комнате и с командой из шести человек.
28 августа 1983 года в рамках общей политики французского правительства, направленной на закрытие беспорядочных радиостанций, национальная полиция прибывает к Radio libertaire, выламывает дверь и захватывает оборудование. Поражённые ведущие арестованы, антенный кабель и пилон обрезаны, несмотря на присутствие многих слушателей. Во второй половине дня печать, прикреплённая полицией к двери студии, сорвана, после чего, начинаются ремонтные работы. 3 сентября между площадью Республики и Барбес-Рошешуаром была проведена демонстрация, в которой приняли участие более 5000 человек. Radio libertaire возобновляет свои передачи, транслируемые в прямом эфире с одного из фургонов на мероприятии.
8 и 9 октября около 30 художников выступали в поддержку радиостанции в Espace Balard — самый большой зал Парижа (7000 мест). Присутствуют многие организации (в том числе два отделения Социалистической партии). Там же 13 декабря в поддержку выступил Лео Ферре. Столкнувшись с этой массовой и постоянной мобилизацией, власть уступает. Частота 89.4 окончательно отнесена к Radio libertaire.
В 2006 году Radio libertaire отмечает 25-ю годовщину, специализированный сайт www.RadioActu.com написал статью с кратким изложением истории радиостанции.

## Культурная идентичность
Культурная самобытность станции была построена со временем. Первые ведущие приносили свои диски в студию и рассказывали о художниках, как Жак Дебронкарт, Морис Фанон, Жиль Серва, Грибуй, Мишель Жонас, Серж Утге-Ройо, Жан Оранш, Луи Капарт и многие другие.
В 1982 году на радио появилось и другая музыка, которую часто можно услышать в сквоттах: альтернативный рок. Затем другие жанры нашли своё место на Radio libertaire: джаз, блюз, фолк, индустриал, рэп в программе Réveil Hip Hop в субботу утром с 8 до 10 утра, регги и панк любого рода благодаря идеям присущим этому движению. На радиостанции встречались разные творческие люди, которые открыли для многих разные формы выражения: комикс, пластика, театр, литература, кино и т. д.

## Политическая идентичность

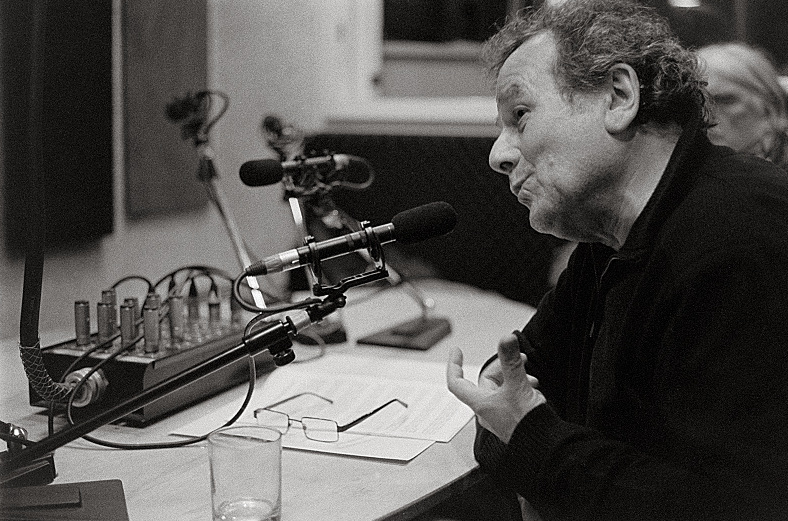
Ведущий радиостанции

Radio libertaire, как средство высказывания Анархистской федерации, впервые открыл свои микрофоны для сторонников: анархо-синдикализма, CNT (Национальная Конфедерация Труда) или других профсоюзов, свободомыслия, Пацифистского Союза Франции, Эсперантии, Лиги прав человека. Именно для презентации повседневной реальности, борьбы и собраний, Radio libertaire открыта к социальным движениям: бастующие рабочие, безработные, малообеспеченные, сквоттеры, антирасисты, экологи, эмигранты, беженцы и т. д. Из-за происходящих социальных и экономических кризисов, ежедневная работа Radio libertaire «необходима в текущий момент».
С 1986 года Radio libertaire становится радиостанцией студенческого движения: уличные репортажи, круглые столы в студии, открытая антенна для свидетельства насилия со стороны полиции.
Когда началась война в Персидском заливе, Radio libertaire позиционировало себя как антивоенное радиостанция, которая час за час объявляло о демонстрациях, митингах, встречах районных комитетов, предлагая дискуссии и анализ.

## Программы

### Примеры передач
- Chronique-hebdo (Еженедельная Хроника): либертарный анализ новостей. Выделенный веб-сайт[5].
- Chroniques rebelles (Повстанческие Хроники): дебаты, отчёты и встречи. Выделенный веб-сайт[6].
- Chronique syndicale (Профсоюзная Хроника): общественные движения и социальные новости.
- De la pente du carmel la vue est magnifique (Со склона кармеля открывается великолепный вид): сатирическая программа. Выделенный веб-сайт[7].
- Trous Noirs (Чёрные Дыры): еженедельная мульти-тематическая программа (ядерная, социальная борьба, крестьянские альтернативы, анархизм и т. д.). Сайт[8] даёт доступ к архивам шоу с января 2009 года.
- Les amis d’Orwell (Друзья Оруэлла): программа против методов негласное наблюдения и систем контроля отдельных лиц (например, электронный браслет). Выделенный веб-сайт[9].
- Radio Goliard[s] (Радио Голиард): программа посвящённая истории и её популяризации. Выделенный веб-сайт[10].
- ArtRacaille (Отвратительное Искусство): художник в обществе. Выделенный веб-сайт[11].
- Sciences en liberté (Свободные Науки): критическая программа о науке, в частности о биологии[12].
- Bulles Noires (Чёрные Пузыри): детективы и комиксы[13].
- Bulles de Rêves (Пузыри Фантазии): программа, посвященная анимационному кино[14].
- Et toi tu la sens, la cinquième puissance ? (А ты осознаёшь, пятую державу ?): трансляция критики СМИ (контрпропаганда, ситуация в стране, новости, звуковой монтаж в СМИ).
- Hôtel Paradoxe (Отель Парадокс): поэзия, поэзия звука, перформансы, импровизированный текст и его чтение, музыка.
- L’entonnoir (Воронка): критика психиатрии.
- Le monde merveilleux du travail (Прекрасный мир труда): профсоюзы Национальной конфедерации труда (CNT).
- La philanthropie de l’ouvrier charpentier (Филантропия рабочего): интервью специалистов по различным темам, как правило, вокруг общества, истории, политики.
- Les mangeux d’terre (Пожиратели земли): программа о социальной экологии.
- Ras les murs (Близкие Стены): новости о борьбе заключённых и политзаключённых.
- Femmes libres (Свободные женщины): программа, посвящённая борьбе женщин за право на аборт и контрацепцию, против насилия и доминирования, жертвами которых они являются.
- Radio Esperanto (Радио Эсперанто): программа, под руководством SAT-Amikaro[фр.] (Союз Эсперантистских Рабочих франкоязычных стран), использует международный язык эсперанто, в пятницу с 17:30 до 19:00, как в качестве средства связи, так и в качестве темы для шоу.
- Pédérama (Педерама): созданная в 2003 году, это программа о ЛГБТ. Ежемесячная программа, транслируемая в прямом эфире каждый первый четверг месяца.

### Примеры музыкальных программ
- Epsilonia (Unpedigreed Music с 1986 года): экспериментальная музыка, нойз, альтернативный рок, импровизированная музыка.
- Les Oreilles libres (Свободные уши).
- Réveil Hip hop (Хип-хоп будильник) (1996—2011+).
- Sureshots (2009—2011+): хип-хоп, регги, дэнсхолл.
- JazzLib' (Свободный Джаз): Джазмены, стили, инструменты, гости, в 1-й и 3-й четверг месяца с 20:30 до 22:00.
- Nuits Off (поп-музыка с 1988 года): поп-рок, нойз, альтернативный рок, поп-фолк и соул. Каждую вторую субботу с 23:00 и до рассвета.
- Blues en liberté (Свободный блюз).
- Wreck this mess: коктейль из радикальной музыки.
- Place Aux Fous (Место Дураков): рок + разное (музыка «непокорности»). Каждую пятницу в 13:00.
- Au-delà du R.L. (За пределами Р. Л.): рок, поп-рок, фолк, электро, альтернативный рок, прогрессивный рок. Вторая пятница месяца с 19:00 до 21:00.